# Bloye
 Bloye  es una población y comuna francesa, en la región de Auvernia-Ródano-Alpes, departamento de Alta Saboya, en el distrito de Annecy y cantón de Saint-Gervais-les-Bains.

## Demografía
| 323 | 321 | 294 | 354 | 414 | 428 |
| Para los censos de 1962 a 1999 la población legal corresponde a la población sin duplicidades (Fuente: INSEE [Consultar]) |     |     |     |     |     |